# Reformierte Kirche Rheinfelden

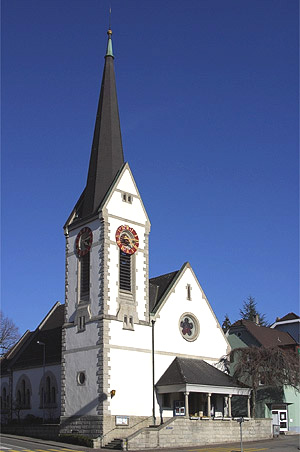
Reformierte Kirche Rheinfelden

Die Reformierte Kirche Rheinfelden ist die Kirche der evangelisch-reformierten Kirchgemeinde in der aargauischen Stadt Rheinfelden in der Schweiz. Sie steht südöstlich der Altstadt an der Zürcherstrasse und wurde 1894/95 nach einem Entwurf des Architekten Johannes Vollmer erbaut.

## Geschichte
Das Fricktal, zu dem Rheinfelden gehört, war zunächst ein geschlossen römisch-katholisches Gebiet. Erst die in der Mitte des 19. Jahrhunderts einsetzende Industrialisierung brachte erste reformierte Familien nach Rheinfelden, die sich zunächst als Kirchgenossenschaft Rheinfelden organisierten. Der erste reformierte Gottesdienst fand am 13. August 1854 statt, in der Margarethenkapelle des ehemaligen Siechenhauses. Da sich diese mit der Zeit als zu klein erwies, durften die Reformierten ab 1886 zusätzlich die christkatholische Stadtkirche St. Martin nutzen. Die Kirchgenossenschaft veranstaltete im Jahr 1892 einen Architektenwettbewerb, den der Berliner Architekt Johannes Vollmer gewann (vor Emanuel La Roche und Karl Moser). Die Gebrüder Gustav und Julius Kelterborn erstellten die Detailpläne und waren 1894/95 für die Ausführung der Bauarbeiten zuständig.
1900 wurde die Kirchgenossenschaft zu einer staatlich anerkannten Kirchgemeinde, die auch die Protestanten von Kaiseraugst, Magden und Olsberg umfasste. Der Architekt Heinrich Liebetrau ergänzte die Kirche 1923 mit einem Vorzeichen, zehn Jahre später baute er den Chor an. Zwischen 1972 und 1974 wurde die Kirche umgebaut und renoviert. Dabei ersetzte man den Chor durch einen Neubau, dessen Untergeschoss Unterrichtszimmer enthält. Ebenso ersetzte man die ursprüngliche hölzerne Tonnendecke und legte sie höher, um auf der Empore Platz für eine neue Orgel von Metzler Orgelbau zu schaffen. 2011 erfolgte ein weiterer Umbau durch das Architekturbüro Daniel Studer (Villnachern), bei dem neben der Verbesserung der Energieeffizienz vor allem die Erneuerung der technischen Ausstattung, die Verbesserung der Akustik und die Anpassung des Kirchenraums an zeitgemässe Gottesdienstformen im Vordergrund standen. Für die Beleuchtung kamen erstmals für eine Kirche in der Schweiz LED zum Einsatz.

## Bauwerk
Die Kirche besteht aus einem dominanten, von gezahnten Eckquadern gefassten Kirchturm, an dem ein dreiachsiges Schiff angebaut ist. Abgeschlossen wird der Turm durch einen achtseitigen Spitzhelm, das Geläut stammt von der Aarauer Glockengiesserei H. Rüetschi. Über dem von Säulen gestützten Vorzeichen erhebt sich ein Giebeldreieck, das mit einer Fünfpassrosette verziert ist. Im Innern dieser Saalkirche sind Glasgemälde von Felix Hoffmann (1941/42) und Arnold Zahner zu finden.